# منطقة حمراء

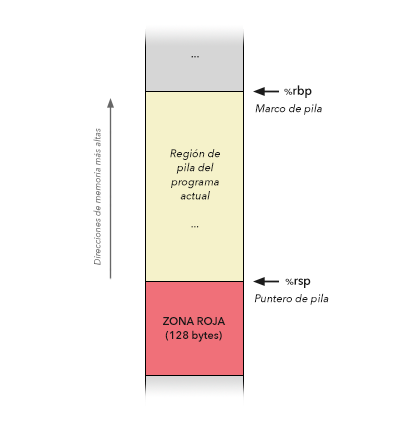

في مجال الحوسبة، يُقصد بالمنطقة الحمراء (red zone) حيز ثابت الحجم في ذاكرة تتجاوز عنوان موقع في أعلى الكومة (stack pointer) لم يتم" "تخصيصه«بعد». وهذه المنطقة من الذاكرة لا تخضع للتعديل من قِبل روتين المقاطعة/المَسك الاستثنائي/حامل الإشارة. مما يسمح باستخدام المساحة للبيانات المؤقتة دون الحاجة لمزيد من الدرجات القصوى لتعديل عنوان موقع في أعلى الكومة. حيث يفرض برنامج (ABI)ذو الامتداد إكس86-64 منطقة حمراء تبلغ مساحتها 128 بايت. كما تفرض سلسلة الأدوات البرمجية OpenRISC منطقة حمراء تبلغ مساحتها 128 بايت بيد أن هذا ليس موثوقًا.